# Eisenbahnunfall von Langenwang

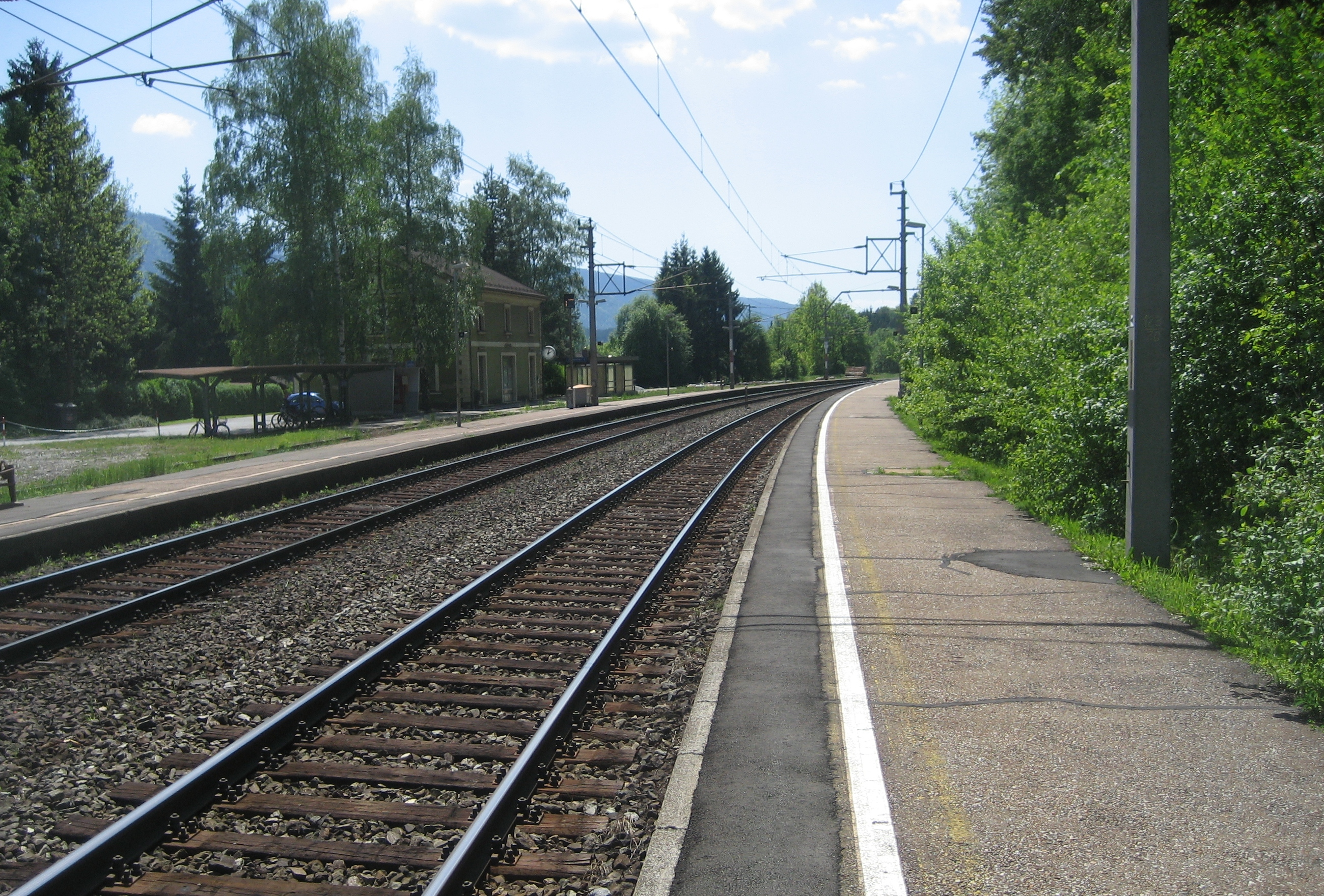
Ansicht der heutigen Haltestelle Langenwang: Die Weichenverbindungen und Nebengleise, die durch den Güterzug befahren wurden, existieren heute nicht mehr.

Bei dem Eisenbahnunfall von Langenwang fuhr am 25. September 1951 im Bahnhof Langenwang an der österreichischen Südbahn ein Schnellzug in die Flanke eines verschiebenden Güterzuges. Bei dem Eisenbahnunfall kamen 21 Menschen ums Leben.

## Ausgangslage
Der D 589 von Wien Südbahnhof nach Roma Termini verließ Wien am Abend des 24. September 1951 zu seiner Fahrt über die Semmeringstrecke. An die Dampflokomotive 33.118 mit Schlepptender waren 12 Wagen gehängt: zunächst ein Gepäckwagen, dann ein Bahnpostwagen mit Stahlkastenaufbau und schließlich die Personenwagen. Der erste Personenwagen war ein österreichischer Drehgestellwagen von 1907 mit Holzaufbauten der (alten) zweiten Klasse. Dieser wurde vollständig von einer Gruppe italienischer Eisenbahnangestellter und ihrer Familien aus Venedig und Ancona eingenommen, die auf Einladung österreichischer Eisenbahner Wien besucht hatten. Der Zug war wegen Langsamfahrstellen und Kontrollen an der Grenze zwischen sowjetischer und britischer Besatzungszone am Semmering mit Verspätung unterwegs.
Der Fahrdienstleiter von Langenwang ging davon aus, dass die Verspätung des Schnellzuges so erheblich war, dass er zwischenzeitlich in seinem Bahnhof noch eine Verschubfahrt durchführen konnte: Der Eilgüterzug 1851 Wien–Graz sollte von Gleis 4 auf Gleis 3 umgesetzt werden, um Güterwagen an dessen Güterschuppen abzustellen. Dazu mussten die beiden durchgehenden Hauptgleise hinter dem südlichen Ausfahrsignal des Bahnhofs gekreuzt werden. Dabei war der Güterzug zwar durch das Ausfahrsignal gedeckt, gleichwohl war aber aus Sicherheitsgründen vorgeschrieben, dass während einer solchen Zugbewegung die Einfahrt eines Zuges in den Bahnhof nicht gestattet war. Mitten in der Verschubfahrt erreichte den Fahrdienstleiter die Meldung seines Kollegen aus Mürzzuschlag, dass sich der D 589 nähere. Der Fahrdienstleiter von Langenwang wollte vermeiden, den Schnellzug in Langenwang anzuhalten, da er dienstliche Konsequenzen bei einer weiteren Verzögerung des Zuges befürchtete. Er bereitete deshalb schon alles für seine Durchfahrt vor: Das Einfahrsignal und Einfahrvorsignal stellte er auf „Fahrt frei“ und „Freie Fahrt erwarten“, gab auch Ausfahrsignal und Ausfahrvorsignal blockmäßig frei, um es nach dem Ende der Verschubfahrt möglichst schnell auf „Fahrt frei“ umstellen zu können. Dann ging er zum Güterzug, um den Verschub zu beschleunigen.

## Unfallhergang

Situationsskizze des Unfallherganges

Die Lokomotive des Güterzugs, 52.4559, schob gerade die Güterwagen vom Gleis 1, dem Streckengleis in Richtung Süden, auf Gleis 3 zurück. Dort standen allerdings Wagengruppen, die erst zusammengeschoben werden mussten, was einige Zeit beanspruchte. Der Güterzug stand also noch weiterhin zum Teil auf Gleis 1.
Der Lokomotivführer des Schnellzuges übersah das Vorsignal zum Ausfahrsignal und fuhr mit voller Geschwindigkeit in den Bahnhof ein. Der Fahrdienstleiter lief dem einfahrenden Zug noch entgegen und gab mit der Hand ein Notsignal, das der Lokomotivführer auch sah – aber erst 50 bis 60 m vor dem „Halt“ zeigenden Ausfahrsignal – und leitete eine Schnellbremsung ein. Der verbleibende Bremsweg war nicht mehr lang genug: Der Schnellzug fuhr dem rangierenden Güterzug mit etwa 50–60 km/h in die Flanke.
Die getroffenen Güterwagen wurden zertrümmert, die Lokomotive des Schnellzugs entgleiste und rutschte noch eine ganze Strecke den Bahndamm entlang. Dabei wurde der Lokführer aus dem Führerstand geschleudert, überlebte aber, ebenso wie die fünf Beamten, die im Postwagen arbeiteten. Der Heizer wurde in der Lokomotive eingeklemmt und musste mit Schneidbrennern befreit werden. Gepäck- und Postwagen bäumten sich bei dem Aufprall auf und letzterer fiel auf den folgenden ersten Personenwagen, der völlig zerstört wurde.

## Folgen
Der österreichische Bundespräsident Theodor Körner und der österreichische Bundesminister für Verkehr und verstaatlichte Betriebe Karl Waldbrunner besuchten die Unfallstelle.
21 Menschen starben – ausnahmslos Mitglieder der italienischen Reisegruppe aus dem ersten Personenwagen – 16 waren auf der Stelle tot, 5 weitere erlagen in den folgenden Tagen ihren Verletzungen. 50 Menschen wurden darüber hinaus verletzt, davon 11 schwer. Der am Unfallhergang unschuldige Heizer des Güterzuges litt infolge des Unfalles an Depressionen und verübte im November 1951 Suizid. Der Fahrdienstleiter sowie Lokomotivführer und Heizer des D589 wurden zu Haftstrafen verurteilt, die nach Berufung gemildert wurden.
Die hohe Zahl an Todesopfern war einem überalterten Wagen mit Holzkasten, die in der Not der Nachkriegszeit mangels Alternativen noch in großer Zahl eingesetzt werden mussten, geschuldet. Der Unfall war daher auch ein weiterer Anlass zu einem Modernisierungsprogramm, bei dem auf den Untergestellen alter Wagen sogenannte Spantenwagen mit Stahlkästen aufgebaut wurden.